# 꽃사슴 (드라마)
《꽃사슴》은 1976년 12월 13일부터 1977년 4월 30일까지 방영한 문화방송 일일연속극이다.

## 등장 인물
- 최불암 : 윤동원 역
- 고은아 : 동원의 아내 역
- 김윤경
- 김자옥
- 마흥식
- 신충식
- 이정길
- 조경환
- 박원숙
- 백인철
- 임채무